# طائفة إشبيلية
طائفة إشبيلية كانت مملكة عربية كانت تحكمها أسرة بنو عباد. تأسست عام 1023 واستمرت حتى عام 1091، وتعرف اليوم بجنوب إسبانيا والبرتغال.